# Slag bij de Gracht
De Slag bij de Gracht (Arabisch: غزوة الخندق , Ghazwat al-Khandaq) was een aanval van de Qoeraisj-inwoners van de stad Mekka op de stad Medina in 627. De slag is vernoemd naar de loopgraaf die de inwoners van Medina ten noorden van de stad groeven om de stad te beschermen en de aanval af te weren. In tegenstelling tot alle andere zijden was de noordzijde van Medina niet beschermd door fortificaties.
Hoewel Mekka over een groter leger beschikte was het niet in staat om door de verdedigingslinie heen te breken. In de Koran wordt het verloop van deze strijd vermeld in ayaat 9-32 van soera De Partijscharen.
Na de Slag bij de Gracht keerde het leger van Mohammed zich tegen de Joodse stam Banu Qurayza. Zij werden door de moslims beschuldigd verraad te hebben gepleegd door de zijde van de Mekkanen te kiezen, hoewel ze niet actief hadden deelgenomen aan de slag. Na een belegering van 25 dagen gaf de stam zich over. Mohammed stelde Sa’d ibn Mu’aadh aan om een oordeel over de joden te vellen. Zijn vonnis luidde: De joodse mannen moeten worden gedood, hun bezittingen moeten worden verdeeld. Joodse vrouwen en kinderen moeten als slaven onderling worden verdeeld. Mohammed noemde dit een oordeel van Allah uitgesproken van boven de zeven hemelen. De joden werden naar de bazaar van Medina gebracht alwaar loopgraven werden gegraven. Hierin werden de mannelijke leden een voor een onthoofd. Volgens de historicus Ibn Ishaq zijn er tussen 600 en 900 joodse mannen onthoofd.